# Monti dell'Uccellina
Monti dell'Uccellina este o arie protejată (arie specială de conservare — SAC, sit de importanță comunitară — SCI, arie de protecție specială avifaunistică — SPA) din Italia întinsă pe o suprafață de 4.441 ha, integral pe uscat.

## Localizare
Centrul sitului Monti dell'Uccellina este situat la coordonatele 42°37′05″N 11°05′58″E / 42.618056°N 11.099444°E.

## Înființare
Situl Monti dell'Uccellina a fost declarat sit de importanță comunitară în iunie 1995 pentru a proteja 26 de specii de animale. Alte tipuri de protecție:
- arie de protecție specială avifaunistică (în decembrie 1998)[2]
- arie specială de conservare (în mai 2016)[1][3][4]

## Biodiversitate
Situată în ecoregiunea mediteraneană, aria protejată conține 12 habitate naturale: Formațiuni scunde de Euphorbia în apropierea falezelor, Matorral arborescenți cu Juniperus spp., Tufărișuri termo-mediteraneene și de pre-deșert, Pante stâncoase calcaroase cu vegetație casmofită, Dune mobile de-a lungul țărmului cu Ammophila arenaria („dune albe”), Pseudostepă cu ierburi și specii anuale de Thero-Brachypodietea, Peșteri marine scufundate complet sau parțial, Faleze cu vegetație de Limonium spp. endemic de pe coastele mediteraneene, Vegetație anuală la limita mareei, Păduri de Quercus ilex și Quercus rotundifolia, Păduri de Quercus suber, Peșteri inaccesibile publicului.
La baza desemnării sitului se află mai multe specii protejate:
- păsări (16): fâsă-de-câmp (Anthus campestris), caprimulg (Caprimulgus europaeus), șerpar (Circaetus gallicus), erete vânăt (Circus cyaneus), dumbrăveancă (Coracias garrulus), Falco biarmicus, șoim călător (Falco peregrinus), șoimul rândunelelor (Falco subbuteo), vânturel roșu (Falco tinnunculus), sfrâncioc roșiatic (Lanius collurio), sfrâncioc cu cap roșu (Lanius senator), ciocârlie de pădure (Lullula arborea), mierlă albastră (Monticola solitarius), ciuf-pitic (Otus scops), silvie de tufiș (Sylvia undata), fluturașul de stâncă (Tichodroma muraria)
- amfibieni (1): Salamandrina terdigitata
- mamifere (3): liliac comun (Myotis myotis), liliacul mediteranean cu potcoavă (Rhinolophus euryale), liliacul mare cu potcoavă (Rhinolophus ferrumequinum)
- nevertebrate (3): Euplagia quadripunctaria, rădașcă (Lucanus cervus), Melanargia arge
- reptile (3): șarpele cu patru dungi (Elaphe quatuorlineata), țestoasa de baltă (Emys orbicularis), țestoasă bănățeană (Testudo hermanni)

Pe lângă speciile protejate, pe teritoriul sitului au mai fost identificate 21 de specii de plante, 3 specii de amfibieni, 5 specii de mamifere, 40 de specii de nevertebrate, 8 specii de reptile.